# کیرا شیرد
کیرا شیرد (انگلیسی: Kierra Sheard؛ زادهٔ ۲۰ ژوئن ۱۹۸۷) خواننده، ترانه‌سرا، بازیگر، مؤلف، کارآفرین، طراح مد اهل ایالات متحده آمریکا است. وی از سال ۱۹۹۷ میلادی تاکنون مشغول فعالیت بوده‌است.